# René Viviani

René Viviani (1912)

René Raphaël Adrien Jean Viviani (* 8. November 1863 in Sidi bel Abbès, Französisch-Nordafrika; † 6. September 1925 in Plessis-Robinson, Département Seine, heute Département Hauts-de-Seine) war ein französischer Politiker der Dritten Republik. Er war von Juni 1914 bis Oktober 1915 Regierungschef (Président du Conseil) im Kabinett Viviani und Viviani II unter Staatspräsident Raymond Poincaré.

## Leben
Viviani war Sohn eines Anwalts, der Generalrat im Département Oran in Französisch-Algerien war. Viviani besuchte Lycées in Oran und Algier. Er studierte an der Universität Paris Recht und wurde Rechtsanwalt, zunächst in Algerien, dann in Paris. Viviani schloss sich der sozialistischen Bewegung an und wurde 1893 als Abgeordneter eines Wahlkreises im Département Seine ins Parlament gewählt. Er nahm 1905 an der Gründung der sozialistischen Partei SFIO teil. Wie Alexandre Millerand und Aristide Briand gehörte er zum reformistischen Flügel.
In der bürgerlichen Mitte-links-Regierung von Georges Clemenceau nahm Viviani 1906 das neugeschaffene Amt des Ministers für Arbeit und soziale Vorsorge an. Deshalb wurde er aus seiner Partei ausgeschlossen und galt anschließend als „unabhängiger Sozialist“. Das Amt des Arbeits- und Sozialministers hatte Viviani bis 1910 inne. Wie Briand trat er dem reformsozialistischen Parti républicain-socialiste bei. Von Dezember 1913 bis Juni 1914 war er Minister für Unterricht und schöne Künste.

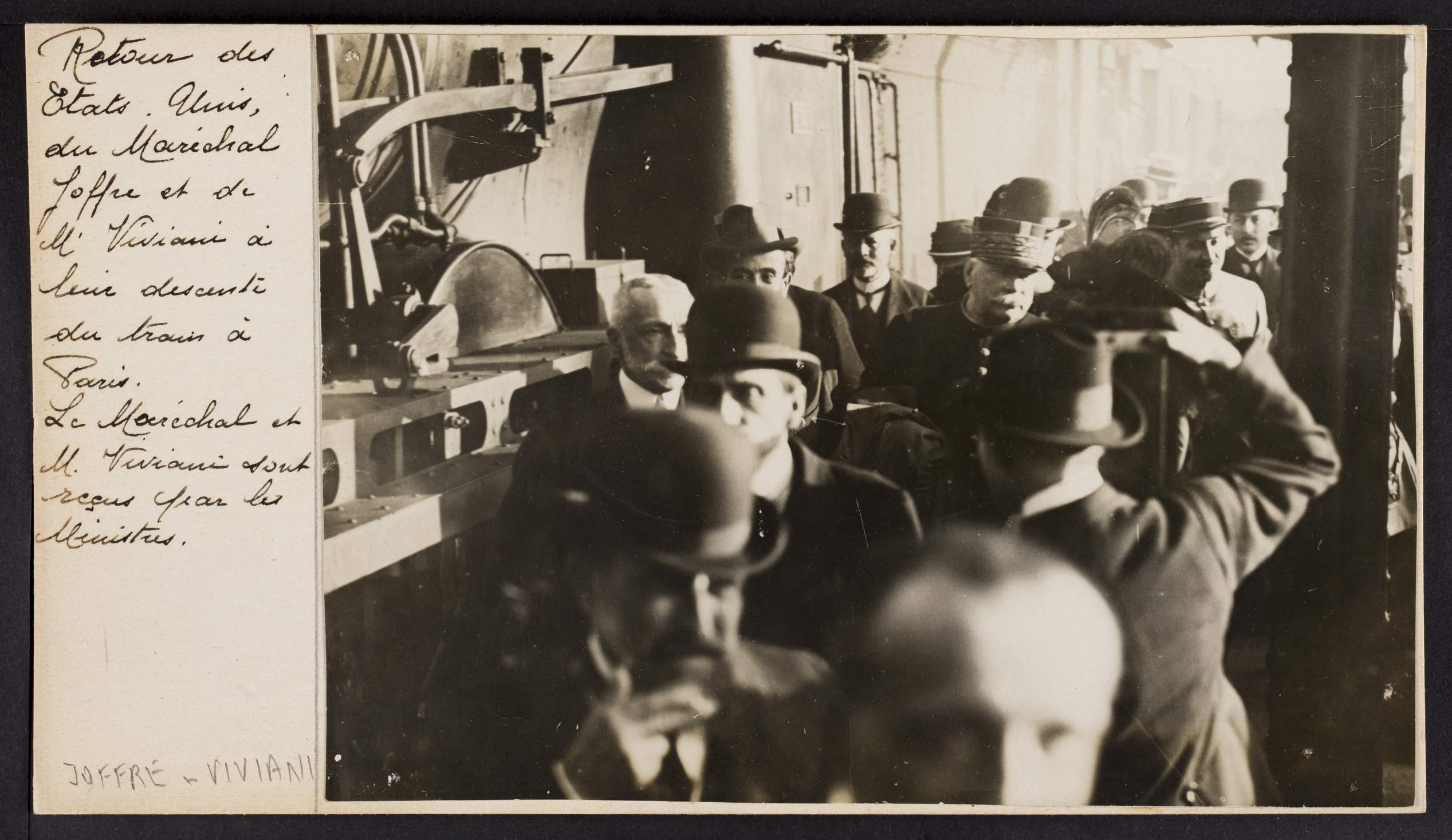
Rückkehr Vivianis und Marschall Joffres vom Staatsbesuch in den USA 1913

In die Amtszeit Vivianis als Premierminister fiel der Beginn des Ersten Weltkriegs. Seine Rolle vor dem Ausbruch und während der ersten Kriegsmonate verblasst gegenüber der dominierenden Figur Poincarés. Wenige Tage vor der Kriegserklärung Deutschlands an Frankreich am 3. August 1914 befanden sich beide gemeinsam auf Staatsbesuch in Sankt Petersburg. Somit waren die wichtigsten Vertreter der französischen Exekutive – Viviani war zu dem Zeitpunkt zugleich Außenminister – in den entscheidenden Tagen der Julikrise außer Landes. Im Kontext der Mobilisierung der französischen Truppen erging seine Order, die Truppen zwecks Vermeidung von Zwischenfällen 10 km von der Grenze entfernt zu halten. In den ersten Kriegsmonaten versuchte er in einer diplomatischen Initiative erfolglos, das mit der Entente verbündete Japan zu militärischer Unterstützung in Europa zu bewegen.